# Release Me (Agnes Carlsson)
Release Me is een single van de Zweedse zangeres Agnes Carlsson. Het is de tweede single van haar derde studioalbum Dance Love Pop. De single kwam voor het eerst uit in Zweden op 24 november 2008 en werd geproduceerd door Anders Hansson.
In Nederland werd het nummer op 15 mei 2009 uitgebracht.

## Hitnotering
| "Release Me" in de Nederlandse Top 40 - binnen: 27-06-2009 | "Release Me" in de Nederlandse Top 40 - binnen: 27-06-2009 | "Release Me" in de Nederlandse Top 40 - binnen: 27-06-2009 | "Release Me" in de Nederlandse Top 40 - binnen: 27-06-2009 | "Release Me" in de Nederlandse Top 40 - binnen: 27-06-2009 | "Release Me" in de Nederlandse Top 40 - binnen: 27-06-2009 | "Release Me" in de Nederlandse Top 40 - binnen: 27-06-2009 | "Release Me" in de Nederlandse Top 40 - binnen: 27-06-2009 | "Release Me" in de Nederlandse Top 40 - binnen: 27-06-2009 | "Release Me" in de Nederlandse Top 40 - binnen: 27-06-2009 | "Release Me" in de Nederlandse Top 40 - binnen: 27-06-2009 | "Release Me" in de Nederlandse Top 40 - binnen: 27-06-2009 | "Release Me" in de Nederlandse Top 40 - binnen: 27-06-2009 | "Release Me" in de Nederlandse Top 40 - binnen: 27-06-2009 | "Release Me" in de Nederlandse Top 40 - binnen: 27-06-2009 | "Release Me" in de Nederlandse Top 40 - binnen: 27-06-2009 |
| Week                                                       | 1                                                          | 2                                                          | 3                                                          | 4                                                          | 5                                                          | 6                                                          | 7                                                          | 8                                                          | 9                                                          | 10                                                         | 11                                                         | 12                                                         | 13                                                         | 14                                                         |                                                            |
| ---------------------------------------------------------- | ---------------------------------------------------------- | ---------------------------------------------------------- | ---------------------------------------------------------- | ---------------------------------------------------------- | ---------------------------------------------------------- | ---------------------------------------------------------- | ---------------------------------------------------------- | ---------------------------------------------------------- | ---------------------------------------------------------- | ---------------------------------------------------------- | ---------------------------------------------------------- | ---------------------------------------------------------- | ---------------------------------------------------------- | ---------------------------------------------------------- | ---------------------------------------------------------- |
| Nummer                                                     | 27                                                         | 22                                                         | 20                                                         | 18                                                         | 18                                                         | 13                                                         | 15                                                         | 15                                                         | 17                                                         | 17                                                         | 27                                                         | 33                                                         | 38                                                         | 40                                                         | uit                                                        |